# Круппа (река)
Круппа — река в России, протекает по Боровичскому району Новгородской области. Устье реки находится в 321 км по левому берегу реки Мста. Длина реки составляет 38 км, площадь водосборного бассейна 249 км².
Река протекает через Травковское сельское поселение, Плавковское сельское поселение и Боровичское городское поселение.

## Данные водного реестра
По данным государственного водного реестра России относится к Балтийскому бассейновому округу, водохозяйственный участок реки — Мста без реки Шлина от истока до Вышневолоцкого г/у, речной подбассейн реки — Волхов. Относится к речному бассейну реки Нева (включая бассейны рек Онежского и Ладожского озера).
Код объекта в государственном водном реестре — 01040200212102000020759.